# West Coast Choppers
West Coast Choppers is een Amerikaans merk van motorfietsen.
Amerikaans bedrijf van Jesse James dat customs produceert. Het bedrijf werd aanvankelijk bekend door de Discovery Channel-serie " Motorcycle Mania", waarin het werd geportretteerd. Later werd deze serie omgedoopt tot "Monster Garage" en nog later opgevolgd door "American Chopper", waarin het echter om Orange County Choppers ging.